# Рудник Багні-Сан-Філіппо
Рудник Багні-Сан-Філіппо (Bagni San Filippo) – колишня копальня у італійському регіоні Тоскана, за півсотні кілометрів на південний схід від Сієни.
Рудник Багні-Сан-Філіппо, також знаний як П’єтрінері (Pietrineri), відносився до гірничодобувного регіону вулкану Монте-Аміата, відомого своїми копальнями ртутної руди (набільшими з них були Аббадія-Сан-Сальваторе та Сієле). Видобуток руди в Багні-Сан-Філіппо почали в 1903 році. Розробку організувала компанія Societe Anonime Miniere Cinabrifere, яка до 1906-го належала генуезьким фінансистам. Потім контрольний пакет перейшов до Banca Commerciale, який в 1918-му передав його дочірній компанії Monte Amiata. В 1919-му Societe Anonime Miniere Cinabrifere ліквідували, а вже у 1922-му рудник Багні-Сан-Філіппо викупила нещодавно згадана Monte Amiata.
Розробку вели підземним способом. До 1920-го видобута руда проходила переробку на належному до копальні власному плавильному заводі, а в подальшому її стали відправляти на плавильне виробництво рудника Аббадія-Сан-Сальваторе (з другої половини 1910-х також належав Monte Amiata).
З 1933 по 1955 роки копальня Багні-Сан-Філіппо не працювала.
В 1974-му рудник підпорядкували державному агентству з управління гірничодобувною промисловістю Ente Gestione Attività Minerarie (EGAM). EGAM, чимало підприємств якого були збитковими, ліквідували вже наприкінці 1970-х, при цьому копальня Багні-Сан-Філіппо закрилась ще раніше, в 1976-му.